# Illya Nyzhnyk
Illya Igorevich Nyzhnyk (tiếng Ukraina: Ілля Ігорович Нижник; sinh 27 tháng 9 năm 1996) là một đại kiện tướng cờ vua Ukraina.
Anh sinh ra ở Vinnytsia (Ukraina) và thu hút được sự chú ý của làng cờ khi vô địch nhóm B giải Moskva Mở rộng năm 2007 khi mới hơn 10 tuổi. Ở giải đó cậu bé giành được điểm số gần tuyệt đối 8½/9 và hiệu suất thi đấu của một đại kiện tướng là 2633. Vào tháng 1 năm 2009, hệ số Elo của cậu đã là 2504, cao nhất trong nhóm tuổi không quá 12 (U12). Năm 2007 Nyzhnyku vô địch châu Âu lứa tuổi U12. Cùng năm tại Giải vô địch cờ vua trẻ thế giới cậu đồng điểm hạng nhất lứa tuổi U12, tuy nhiên xếp nhì do kém hệ số phụ.
Tháng 4 năm 2008, Nyzhnyk vô địch giải Tưởng niệm Nabokov ở Kiev với số điểm 8½/11 và đạt được chuẩn đại kiện tướng đầu tiên. Tháng 9 cùng năm, khi mới 12 tuổi, cậu đã vô địch trẻ châu Âu lứa tuổi U16. Không lâu sau đó, vào tháng 12, cậu xếp hạng 12 ở giải vô địch cờ vua Ukraina với hiệu suất thi đấu 2594, suýt đạt thêm một chuẩn đại kiện tướng. Tháng 12 năm 2009 Nyzhnyk vô địch giải mở tại Festival cờ vua Groningen với hiệu suất thi đấu 2741.
Tháng 12 năm 2010 cũng tại Festival cờ vua Groningen, Nyzhnyk đồng điểm hạng nhất, giành chuẩn đại kiện tướng cuối cùng ở độ tuổi 14 năm 3 tháng, trở thành đại kiện tướng trẻ nhất thế giới vào thời điểm đó.
Tháng 1 năm 2011 Nyzhnyk dự nhóm C giải cờ vua danh giá Tata Steel ở Wijk aan Zee, về nhì với số điểm 8½/13. Năm 2011 anh đồng hạng nhất với 5 kỳ thủ khác là Ivan Sokolov, Vladimir Baklan, Kamil Miton, Jon Ludvig Hammer và Yuriy Kuzubov tại giải Reykjavík mở rộng.
Năm 2014, Nyzhnyk chuyển sang học tại Đại học Webster. Tại giải SPICE Cup 2014, anh giành chức vô địch với 7,5/9 điểm.
Năm 2018, Nyzhnyk độc chiếm ngôi vô địch tại giải World Open với 7,5/9 điểm, giành phần thưởng 20500$.